# Bonifacio di Saluzzo
Bonifacio di Saluzzo (1184 – 1212) fu marchese di Saluzzo assieme al padre ma gli premorì.

## Biografia
Figlio primogenito ed erede del marchese Manfredo II di Saluzzo e di sua moglie Alasia, figlia di Guglielmo V del Monferrato, la sua prima menzione nelle fonti è del 1197.
Suo padre l'utilizzò per stringere alleanze che potessero consolidare la sua posizione egemonica in Piemonte e gli potessero fruttare prestigio e alleanze. Infatti, nel 1202 sposò Maria, figlia del giudice Comita I di Torres, cantata dal trovatore provenzale Raimbaut de Vaqueiras, da cui ebbe diversi figli.
Morì tre anni prima del padre, passando tutti i suoi diritti dinastici a suo figlio Manfredo III di Saluzzo che diventerà marchese nel 1215.

## Matrimonio e discendenza
Bonifacio sposò nel 1202 Maria di Torres, figlia del giudice Comita I di Torres, da cui ebbe i seguenti figli:
- Manfredo III di Saluzzo, che successe al padre come erede dei vasti possedimenti della sua famiglia e divenendone poi marchese;
- Agnese di Saluzzo, promessa ad Amedeo, erede di Tommaso I di Savoia;[4]
- Beatrice di Saluzzo, cantata anche lei dal trovatore provenzale Raimbaut de Vaqueiras.[5]

## Ascendenza
|                            |                          |                             | Genitori                |  |  | Nonni |  |  | Bisnonni            |  |  | Trisnonni         |  |
|                            |                          |                             |                         |  |  |       |  |  | Bonifacio del Vasto |  |  | Teutone del Vasto |  |
|                            |                          |                             |                         |  |  |       |  |  | Bonifacio del Vasto |  |  | Teutone del Vasto |  |
|                            |                          | Berta di Torino             |                         |  |  |       |  |  | Bonifacio del Vasto |  |  |                   |  |
| Manfredo I di Saluzzo      |                          |                             |                         |  |  |       |  |  | Bonifacio del Vasto |  |  |                   |  |
|                            |                          | Agnese di Vermandois        | Ugo I di Vermandois     |  |  |       |  |  |                     |  |  |                   |  |
|                            |                          | Agnese di Vermandois        | Ugo I di Vermandois     |  |  |       |  |  |                     |  |  |                   |  |
|                            |                          | Agnese di Vermandois        | Adelaide di Vermandois  |  |  |       |  |  |                     |  |  |                   |  |
| Manfredo II di Saluzzo     |                          | Agnese di Vermandois        |                         |  |  |       |  |  |                     |  |  |                   |  |
|                            |                          | Gonnario di Arborea         | Pietro de Lacon-Serra   |  |  |       |  |  |                     |  |  |                   |  |
|                            |                          | Gonnario di Arborea         | Pietro de Lacon-Serra   |  |  |       |  |  |                     |  |  |                   |  |
|                            |                          | Gonnario di Arborea         | ?                       |  |  |       |  |  |                     |  |  |                   |  |
| Elena de Lacon-Serra       |                          | Gonnario di Arborea         |                         |  |  |       |  |  |                     |  |  |                   |  |
|                            |                          | Elena de Orrù               | Comita I d'Arborea      |  |  |       |  |  |                     |  |  |                   |  |
|                            |                          | Elena de Orrù               | Comita I d'Arborea      |  |  |       |  |  |                     |  |  |                   |  |
|                            |                          | Elena de Orrù               | ?                       |  |  |       |  |  |                     |  |  |                   |  |
| Bonifacio di Saluzzo       |                          | Elena de Orrù               |                         |  |  |       |  |  |                     |  |  |                   |  |
|                            | Ranieri I del Monferrato | Guglielmo IV del Monferrato |                         |  |  |       |  |  |                     |  |  |                   |  |
|                            | Ranieri I del Monferrato | Guglielmo IV del Monferrato |                         |  |  |       |  |  |                     |  |  |                   |  |
|                            | Ranieri I del Monferrato | Otta di Agliè               |                         |  |  |       |  |  |                     |  |  |                   |  |
| Guglielmo V del Monferrato | Ranieri I del Monferrato |                             |                         |  |  |       |  |  |                     |  |  |                   |  |
|                            |                          | Gisella di Borgogna         | Guglielmo I di Borgogna |  |  |       |  |  |                     |  |  |                   |  |
|                            |                          | Gisella di Borgogna         | Guglielmo I di Borgogna |  |  |       |  |  |                     |  |  |                   |  |
|                            |                          | Gisella di Borgogna         | Stefania di Vienne      |  |  |       |  |  |                     |  |  |                   |  |
| Alasia del Monferrato      |                          | Gisella di Borgogna         |                         |  |  |       |  |  |                     |  |  |                   |  |
|                            |                          | Leopoldo III d'Austria      | Leopoldo II d'Austria   |  |  |       |  |  |                     |  |  |                   |  |
|                            |                          | Leopoldo III d'Austria      | Leopoldo II d'Austria   |  |  |       |  |  |                     |  |  |                   |  |
|                            |                          | Leopoldo III d'Austria      | Ida di Cham             |  |  |       |  |  |                     |  |  |                   |  |
| Giuditta d'Austria         |                          | Leopoldo III d'Austria      |                         |  |  |       |  |  |                     |  |  |                   |  |
|                            |                          | Agnese di Waiblingen        | Enrico IV di Franconia  |  |  |       |  |  |                     |  |  |                   |  |
|                            |                          | Agnese di Waiblingen        | Enrico IV di Franconia  |  |  |       |  |  |                     |  |  |                   |  |
|                            |                          | Agnese di Waiblingen        | Berta di Savoia         |  |  |       |  |  |                     |  |  |                   |  |
|                            |                          | Agnese di Waiblingen        |                         |  |  |       |  |  |                     |  |  |                   |  |